# Подскуп
У математици, а посебно у теорији скупова, скуп A је подскуп скупа B ако се A садржи унутар B. Притом A може бити једнак B.

## Дефиниције
Ако су A и B скупови, и сваки елемент из A такође елемент из B, онда:
-  је подскуп скупа , у ознаци {\displaystyle A\subseteq B},

или еквивалентно
-  је надскуп скупа , у ознаци {\displaystyle B\supseteq A}.

Ако је A подскуп од B, али A није једнак B (то јест, постоји барем један елемент у B који не постоји у A), онда 
-  је такође прави подскуп од ; ово се записује као {\displaystyle A\subsetneq B}.

или еквивалентно
-  је прави надскуп од ; ово се записује као {\displaystyle B\supsetneq A}.

За сваки скуп S, релација инклузије ⊆ је парцијално уређење на скупу 2 свих подскупова од S (партитивни скуп од S).

## Симболи ⊂ и ⊃
Понекад се записује A&nbsp;⊂&nbsp;B уместо A&nbsp;⊆&nbsp;B да се означи да је A подскуп од B. Слично, понекад се пише A&nbsp;⊃&nbsp;B да се означи да је A надскуп од B. По овој конвенцији, ако је све шта знамо да је A&nbsp;⊂&nbsp;B, још увек је могуће да су A и B једнаки скупови.
Некад се симболи ⊂ и ⊃ користе да означе праве подскупове или надскупове уместо {\displaystyle \subsetneq } и {\displaystyle \supsetneq }. Ово коришћење чини симболе ⊆ и ⊂ аналогне симболима ≤ и <. На пример, ако x&nbsp;≤&nbsp;y онда x може бити једнако y, али не мора, али ако је , онда  сигурно није једнако y, већ је строго мање од y. Слично, ако се узме да ⊂ значи прави подскуп, онда ако A&nbsp;⊆&nbsp;B, следи да A може али не мора бити једнако B, али ако A&nbsp;⊂&nbsp;B, онда  сигурно није једнако B.

## Примери
- Скуп {1, 2} је прави подскуп скупа {1, 2, 3}.
- Сваки скуп је подскуп самог себе, али није прави подскуп самог себе.
- Празан скуп, у ознаци ∅, је такође подскуп сваког датог скупа X. Празан скуп је увек прави подскуп, изузев себе самог.
- Скуп { :  је прост број већи од 2000} је прави подскуп скупа { :  је непаран број већи од 1000}
- Скуп природних бројева је прави подскуп скупа рационалних бројева, а скуп тачака на дужи је прави подскуп скупа тачака на правој на којој та дуж лежи. Ово су контраинтуитивни примери код којих су и део и целина бесконачни, и део има исти број елемената као целина.